# 萊斯音樂廳

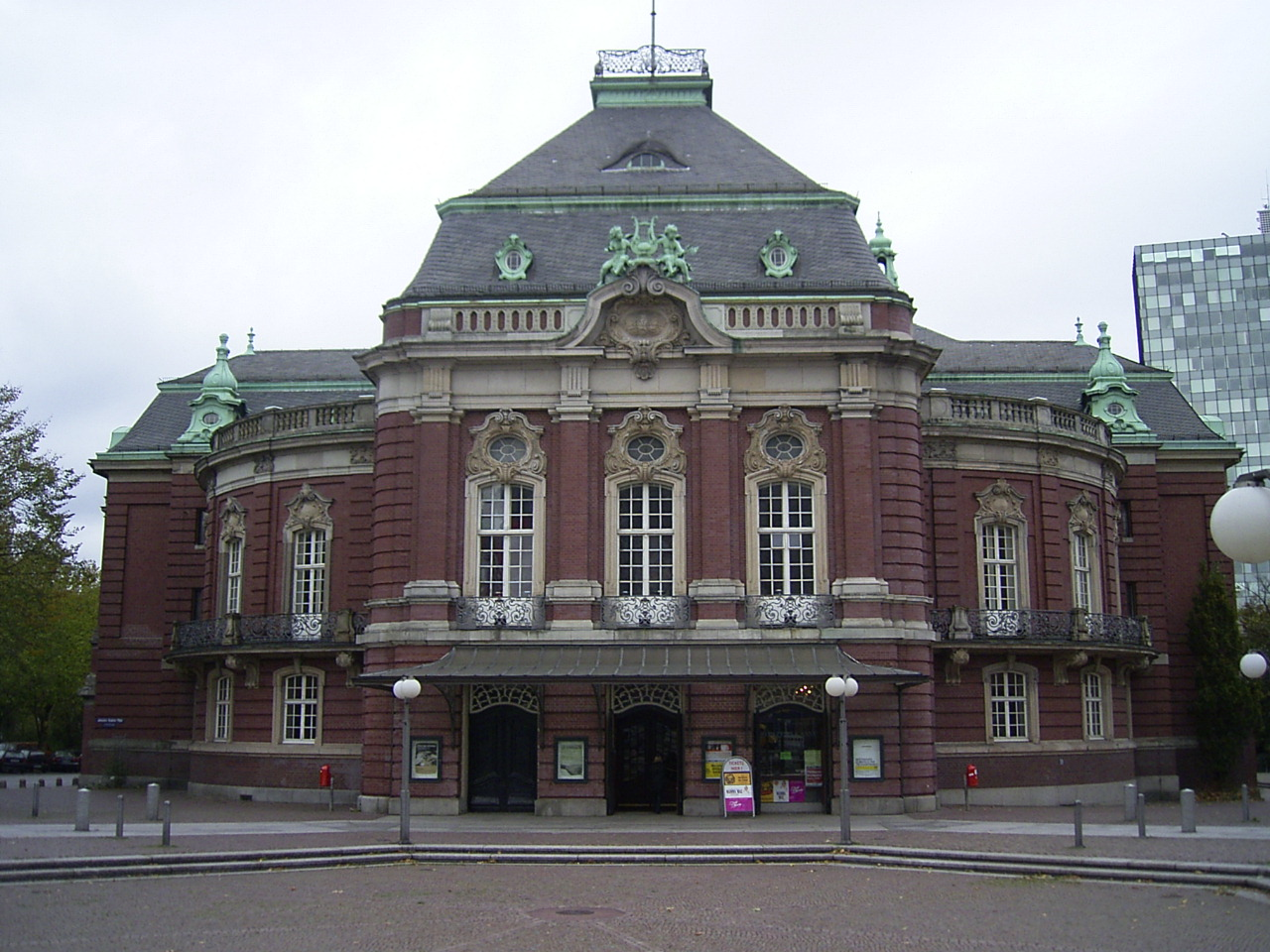
萊斯音樂廳

萊斯音樂廳（德語：Laeiszhalle）是位於德國城市漢堡的一座音樂廳。也是北德廣播公司交響樂團和漢堡交響樂團的主要演出場地。萊斯音樂廳的舊名是Musikhalle，在2005年改為現名。

## 外部連結
维基共享资源上的相關多媒體資源：萊斯音樂廳
- Laeiszhalle Elbphilharmonie Hamburg （页面存档备份，存于）
- 360° Panoramic image